# Dahira rubiginosa
Dahira rubiginosa là một loài bướm đêm thuộc họ Sphingidae. Nó được tìm thấy ở tây bắc Ấn Độ across Nepal và miền nam Trung Quốc tới miền bắc Đài Loan và miền nam Nhật Bản.
Sải cánh dài 75–86 mm. Phía trên cánh trước gần như màu nâu đồng nhất với đốm nhỏ đậm. Cánh dưới gần như màu cam đồng nhất.
Ấu trùng ăn Ilex rotunda tại Nhật Bản.